# 鳥栖市立田代小学校
鳥栖市立田代小学校（とすしりつ たしろしょうがっこう）は、佐賀県鳥栖市田代上町にある公立小学校。

## 概要
歴史
1874年（明治7年）創立。数回の改組・改称を経て、現校名になったのは、1954年（昭和29年）。2024年（令和6年）に創立150周年を迎えた。
校地
鳥栖市田代地区は明治初期の廃藩置県まで対馬府中藩の領地（飛び地）で、田代小学校の校地にはかつて対馬府中藩田代代官所があった。校門のそばには「対馬府中藩田代代官所跡」を表す碑が建てられている。また、これが縁で対馬市立大船越小学校と交流学習を行っていたことがある。
校訓
「かしこく やさしく たくましく」
校章
校名の頭文字である「田」を図案化した（四つ目菱紋（家紋）のような）デザインとなっている。
校歌
作詞は轟木一二三、作曲は陶山聡による。歌詞は3番まであり、各番の歌詞中に校名の「鳥栖校」が登場する。
教育活動
鳥栖市立田代中学校と連携型小中一貫教育を行っている。
通学区域
鳥栖市の後に「田代昌町、田代新町、田代上町、田代外町、田代本町、永吉町、田代大官町、加藤田町、神辺町の一部（大木川以東かつ筑紫野バイパス以南の地域）、松原町（7～11班）桜町の一部（JR九州鹿児島本線以西）」が続く地域。中学校区は鳥栖市立田代中学校。

## 沿革
- 1874年（明治7年）8月18日 - 田代村に「習成小学校」が創立。
- 1875年（明治8年）7月 -「田代小学校」に改称。
- 1878年（明治11年）10月 - 宮浦村に宮浦分校を設置。
- 1879年（明治12年）4月 - 河内分校を設置。
- 1886年（明治19年）8月 - 小学校令施行により、尋常科（4年制）を設置の上、「尋常田代小学校」に改称。高等田代小学校（4年制）が併置される。
- 1888年（明治21年）9月 - 園部分校を設置。
- 1889年（明治22年）4月1日 - 町村制施行により、基肄郡 5村（田代・永吉・柚比・神辺・萱方）が合併し、田代村が発足。
- 1890年（明治23年）- 高等田代小学校、上町に校舎を新築し、移転を完了。旧校舎は、尋常田代小学校の校舎とする。
- 1892年（明治25年）
  - 4月1日 - 宮浦分校と園部分校、酒井分校が分離の上、それぞれ「基山尋常小学校」と「園部尋常小学校」、「基里尋常小学校」として独立。
  - 6月1日 - 「田代尋常小学校」に改称。また、田代高等小学校の運営の主体が、基山・基里・田代三ヶ村組合となる。
- 1896年（明治29年）4月1日 - 基肄郡・養父郡・三根郡が合併し、三養基郡が発足。
- 1898年（明治31年）5月 - 田代高等小学校が校舎を新築し移転。
- 1902年（明治35年）4月 - 河内分校が分離の上、河内尋常小学校[注 2]として独立。
- 1908年（明治41年）4月 - 改正小学校令により、尋常科(義務教育）が4年制から6年制に変更となる。尋常科5年を新設。
- 1909年（明治42年）4月 - 尋常科6年を新設。
- 1910年（明治43年）4月1日 - 三ヶ村組合立田代高等小学校の廃止に伴い、高等科を併置の上、「田代尋常高等小学校」に改称。
- 1922年（大正11年）8月 - 田代実業補習学校が併置される。
- 1926年（大正15年）- 併置の実業補習学校が青年訓練所充当となる。
- 1935年（昭和10年）6月1日 - 青年学校令施行により、併置の実業補習学校が「田代町青年学校」に改称。
- 1941年（昭和16年）4月1日 - 国民学校令施行により、「田代町国民学校」に改称。尋常科を初等科に改める。
- 1947年（昭和22年）4月1日 - 学制改革により、新制小学校「田代町立田代小学校」に改組・改称。
- 1954年（昭和29年）4月1日 - 市制施行により、「鳥栖市立田代小学校」（現校名）に改称。
- 2010年（平成22年）4月1日 - 佐賀県立中原養護学校 鳥栖田代分校（小学部・中学部）が併置される。
- 2022年（令和4年）- コミュニティ・スクールとなる。
- 2023年（令和5年）- 新校舎が完成。

## 交通
最寄りの鉄道駅
- JR九州 九州新幹線・長崎本線「田代駅」

最寄りのバス停留所
- 鳥栖市ミニバス鳥栖地区循環線東ルート 「田代小学校前」バス停留所

最寄りの幹線道路
- 国道34号 「田代大官町」交差点
- 佐賀県道205号鳥栖田代線 「田代新町」交差点
- 九州自動車道・長崎自動車道・大分自動車道 「鳥栖IC」

## 周辺
- 田代まちづくり推進センター
- 鳥栖市生涯学習センター
- 鳥栖市文化財整理室
- 田代保育園
- 鳥栖田代郵便局
- 久光製薬 九州本社
- 佐賀銀行 鳥栖支店 田代出張所
- 田代八坂神社・高杉晋作漢詩碑[1]
- 浄覚寺
- 昌元寺
- 小学校前の道路が長崎街道になっている[1]。